# El Paso City Lines
El Paso City Lines (EPCL) was een transportbedrijf in El Paso, Texas.
De stad El Paso, een stad in de Amerikaanse staat Texas, aan de rivier de Rio Grande, heeft enkele decennia een rechtstreekse tramverbinding met het Mexicaanse Juarez gehad.

## Geschiedenis
In 1943 werd het openbaarvervoergedeelte van de El Paso Electric Co. verkocht aan National City Lines en El Paso City Lines (EPCL) gedoopt. Direct na die overname werden tot 1947 alle resterende tramlijnen in El Paso, op een na, omgezet tot buslijnen. 
De enige tramlijn die overbleef was de 5 kilometer lange tramverbinding tussen El Paso en het Mexicaanse Juarez.
De enige twee redenen hiervoor waren dat deze tramlijn behoorlijk winstgevend was en ELPC van het stadsbestuur van Juarez daar geen bussen mocht laten rijden.

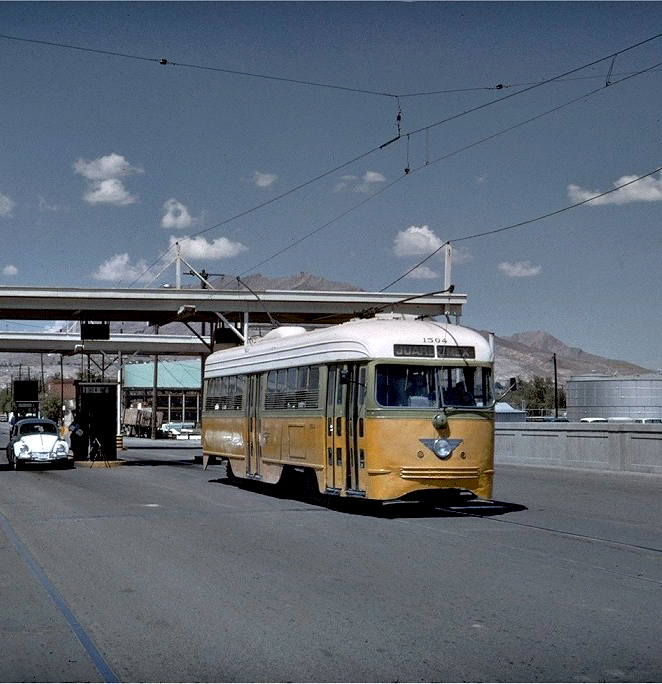
PCC 1504 in El Paso bij de Mexicaans/Amerikaanse grensovergang

In 1950 werd tot aankoop van tweedehands PCC’s uit San Diego, van de San Diego Electric Railway, besloten. De eerste 17 wagens werden 1500 – 1516 genummerd en in 1952 werden nogmaals drie wagens (1517 – 1519) toegevoegd omdat het passagiersvervoer flink gestegen was. Op de wagens moesten trolleystroomafnemers aan de voorkant worden aangebracht omdat er aan de eindpunten geen keerlussen waren. De zitplaatsen werden tot langsbanken (men zit dan tegenover elkaar) omgebouwd. Dit bevorderde de Mexicaanse douaneformaliteiten in de trams.
In 1966 leidde het vernieuwen van de brug over de Rio Grande tot een onderbreking van de dienst gedurende 15 maanden. In juli 1973 besloot EPCL geen tol meer te heffen over de nieuwe brug en ontsloeg haar Mexicaanse tolbeambten. 
Als reactie trok Juarez direct de franchise van EPCL in om trams in die stad te mogen laten rijden en dit betekende op slag het einde van de tramdiensten.
De stad El Paso kocht daarna de tramlijn en het materiaal in de hoop met Juarez tot een vergelijk te komen en de tramdienst weer te kunnen instellen. Als begin werd in september 1973 de tramlijn binnen El Paso weer in dienst gesteld maar Juarez was niet meer van plan de vroegere situatie te herstellen en was gestart met het exploiteren buslijnen naar de grens met El Paso.
El Paso probeerde nog tot 1977, tevergeefs, tot overeenstemming te komen met Juarez en daartoe bleven de trams opgeslagen om weer in dienst genomen te worden. 
Tot in de jaren 1980 en gesteund door een onderzoeksrapport dat het weer in dienst nemen van de tram een enorme vooruitgang voor beide steden zou betekenen, voor bijvoorbeeld internationaal verkeer en toerisme, werden pogingen tot herindienststelling ondernomen.
Alle plannen eindigden uiteindelijk in het archief.